# Mark Ballard

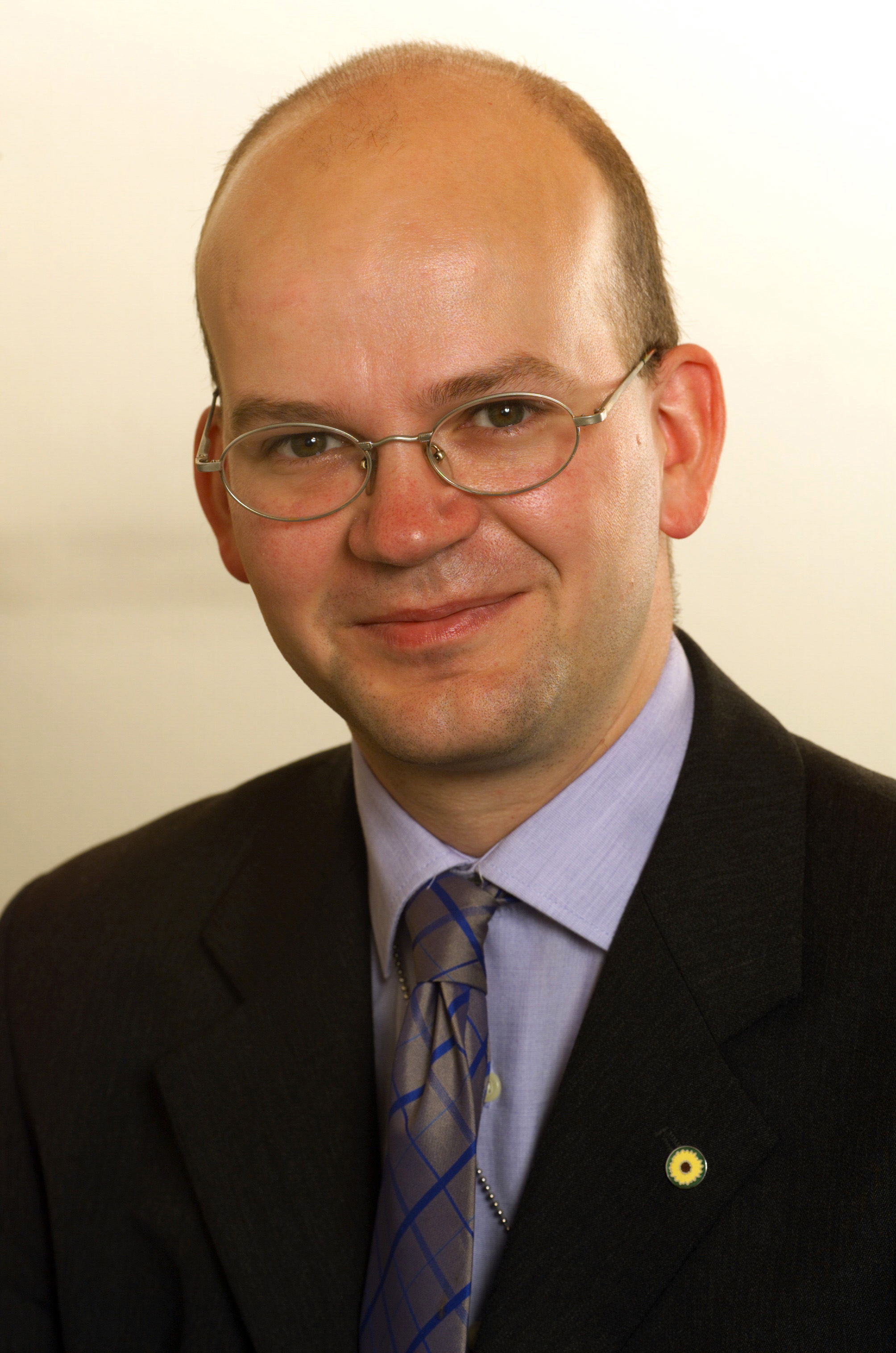
Mark Ballard

Mark Ballard (* 27. Juni 1971 in Leeds) ist ein schottischer Politiker und Mitglied der Scottish Green Party.
In seiner Kindheit und Jugend verbrachte Ballard mehrere Jahre in Indien und Pakistan. Er besuchte die Lawnswood Comprehensive School in Leeds und ging dann an die Universität Edinburgh, wo er Wirtschaftslehre und Geschichte studierte. Er war dann für die European Youth Forest Action in Edinburgh und Amsterdam tätig. Zwischen 1998 und 2001 war Ballard Redakteur der Zeitschrift Reforesting Scotland. 2006 wurde er zum 49. Rektor der Universität Edinburgh gewählt und behielt diese Position bis 2009.

## Politischer Werdegang
1994 kandidierte Ballard für den Stadtrat von Edinburgh, konnte mit 2,1 % der Stimmen aber keinen Sitz erringen. Zu den ersten Schottischen Parlamentswahlen 1999 bewarb sich Ballard um ein Listenmandat der Wahlregion Lothians. Infolge des Wahlergebnisses zog jedoch nur sein Parteikollege Robin Harper als einziger Grünen-Politiker in Schottland in das neugeschaffene Schottische Parlament ein. 2001 trat Ballard bei den Neuwahlen im Bezirk Broughton ein zweites Mal bei Stadtratswahlen in Edinburgh an, verpasste den Einzug jedoch abermals deutlich. Bei den Parlamentswahlen 2003 gelang es Harper erstmals einen Sitz im Schottischen Parlament zu erringen, da infolge des Wahlergebnisses zwei Kandidaten der Grünen für die Wahlregion Lothians entsandt werden konnten. Zum Ende der Legislaturperiode schied er aus dem Parlament aus.

## Aktivitäten
Im Rahmen einer Protestaktion der CND gegen die Stationierung von Nuklearwaffen am Marinehafen Faslane-on-Clyde im Jahre 2004 wurde Ballard zusammen mit drei weiteren Parteikollegen festgenommen. 1999 nahm Ballard angeblich an einer Aktion gegen genverändertes Saatgut auf einem landwirtschaftlichen Betrieb des Konzerns Monsanto nahe Dalkeith teil. Ihm wurde vorgeworfen Pflanzen des Unternehmens vorsätzlich zerstört zu haben. Er wurde zur Zahlung einer Strafe in Höhe von 125 £ verurteilt.